# The Man Without a Heart
The Man Without a Heart è un film muto del 1924 diretto da Burton L. King. La sceneggiatura si basa sul romanzo omonimo di Ruby Mildred Ayres pubblicato a New York nel 1924.

## Trama
Rufus Asher, credendo che Barbara Wier e il cognato Edmund Hyde stiano tramando qualche intrigo, rapisce Barbara, portandola in un rifugio di montagna. La donna, scambiandolo per un vagabondo, gli spara. Poi, rendendosi conto della sua identità, lo cura. Gli spiega anche che il suo comportamento sospetto era dovuto al fatto che sia lei che Edmund cercavano di evitare che la moglie di Edmund fuggisse con un altro uomo.

## Produzione
Il film fu prodotto dalla Banner Productions.

## Distribuzione
Il copyright del film, richiesto dalla Banner Productions, fu registrato il 10 settembre 1924 con il numero LP20579.
Distribuito dalla Henry Ginsberg Distributing Company, il film uscì nelle sale cinematografiche statunitensi nel settembre 1924. In Brasile, prese il titolo O Homem Sem Coração.
Non si conoscono copie ancora esistenti della pellicola che viene considerata presumibilmente perduta.